# Avard, Oklahoma
Avard, Oklahoma (енгл. Avard) град је у америчкој савезној држави Оклахома.

## Демографија
По попису из 2000. године број становника је 26.
| Група             | 2000.      | 2010.    |
| Белци             | 25 (96,2%) | 0 (0,0%) |
| Афроамериканци    | 0 (0,0%)   | 0 (0,0%) |
| Азијати           | 0 (0,0%)   | 0 (0,0%) |
| Хиспаноамериканци | 0 (0,0%)   | 0 (0,0%) |
| Укупно            | 26         | 0        |